# Eva Repková
Eva Repková (Stará Ľubovňa, 16 de enero de 1975) es una ajedrecista eslovaca que ostenta los títulos FIDE de Maestra Internacional (MI) y Gran Maestra Femenina (GMF). Fue Campeona de Checoslovaquia Femenina en 1991 y Campeona de Eslovaquia Femenina en 2003, 2010 y 2013.

## Carrera
Aprendió a jugar al ajedrez a los cinco años, mientras veía a sus padres jugar al ajedrez los domingos. Se proclamó campeona de Eslovaquia femenina en 1987, a los 12 años, y ganó el Campeonato Checoslovaco Femenino de Ajedrez en Pardubice en 1991.
Ganó la medalla de plata en el Campeonato Mundial de Ajedrez Femenino Sub-14, celebrado en Timișoara en 1988, y en los Campeonatos Mundiales de Ajedrez Femenino Sub-18, celebrados en Guarapuava en 1991 y Bratislava en 1993. En 1995 quedó segunda, en el desempate, por detrás de Nino Khurtsidze en el Campeonato Mundial de Ajedrez Femenino Sub-20, celebrado en Halle.
Representó a la entonces Checoslovaquia en la 30.º Olimpiada de Ajedrez en 1992, y ha representado a Eslovaquia en el tablero 1 del equipo femenino en ocho Olimpiadas de Ajedrez entre 1994 y 2016. Su mejor resultado fue en su debut en la Olimpiada de Manila 1992, donde obtuvo una puntuación de 9½/13 y terminó cuarta en el tablero 3.
Posteriormente representó a Checoslovaquia en 1992 y a Eslovaquia en 2001 en el Campeonato de Europa de Ajedrez Femenino por Equipos, y ganó la medalla de plata individual en León (2001).
Tras su primer matrimonio con el maestro internacional libanés Fadi Eid, Repková ganó el Campeonato Árabe Femenino de Ajedrez en Agadir (1998) y Beirut (2000). Fue segunda en el Campeonato Asiático Femenino de Ajedrez en dos ocasiones, por detrás de Subbaraman Vijayalakshmi en Teherán (1997), y por detrás de Xu Yuhua en Genting Highlands (1998).
Ganó el Campeonato de Ajedrez Femenino de Eslovaquia en Tatranské Zruby (2003) y en Banská Štiavnica (2010 y 2013).
Ganó varios torneos internacionales, entre ellos el torneo Mediterranean Flower en Rijeka, tanto en 2003 como en 2013, así como el Mediterranean Golden Island (Women) en Punat (2003) y Malinska (2005), y el Summer-A IM en Aarhus (2009).
Representó a Eslovaquia en la Copa Mitropa de ajedrez abierto en 2005 y 2006, ganando el bronce por equipos en Steinbrunn (2005). También participó en el mismo torneo en la sección de ajedrez femenino en Meißen (2013), ganando las medallas de oro individual y por equipos.
Repková obtuvo el título de Gran Maestra en 1995 y el de Maestra Internacional en 2007.